# Fontenay-de-Bossery
 Fontenay-de-Bossery  là một xã ở tỉnh Aube, thuộc vùng Grand Est ở phía bắc miền trung nước Pháp.